# Erreway
Еревеј (Erreway) је аргентинска поп-рок група. Настали су 2002. године, за време снимања серије Бунтовници (Rebelde Way). Група је најпре била квартет, који су чинили Камила Бордонаба, Луисана Лопилато, Бенхамин Рохас и Фелипе Коломбо. Међутим, Лопилато је 2005. напустила бенд, тако да је Еревеј сада трио.

## Пре бенда
Бордонаба, Лопилато, Рохас и Коломбо упознали су се деведесетих година, када су заједно глумили у Малим Анђелима (Chiquititas). То је било нешто као Бродвеј у Латинској Америци. Мали Анђели су завршили своју епоху 2001. године.
Камила Бордонаба (шп. Camila Bordonaba) рођена је 4. септембра 1984. у Паломару у Аргентини. Већ са четири године наступала је у музичком програму Cantañitas, а 1995. прикључила се Малим Анђелима у улогама Пато и Камиле Бустиљо. 
Луисана Лопилато (шп. Luisana Loreley Lopilato de la Torre) рођена је 18. маја 1987. у Буенос Ајресу у Аргентини. Као девојчица, снимила је неколико реклама. То јој се допало, па се прикључила Малим Анђелима у улози Луисане Масе.
Бенхамин Рохас (шп. Benjamín Rojas Pessi) рођен је 16. априла 1985. у Ла Плати у Аргентини. Још као дете показао је склоност према глуми и музици, па се прикључио „Малим Анђелима“ као Баутиста Арсе. Свира гитару.
Фелипе Коломбо (шп. Felipe Colombo Eguía) рођен је 8. јануара 1983. у Мексико Ситију у Мексику. Прву значајнију улогу имао је 1992. године, у серији „Деда и ја“ (El Abuelo y Yo). Играо је и у мексичким Малим Анђелима, а од 1998. у аргентинским као Фелипе Мехија.

## Четворка
Њихов први албум Señales (знаци) изашао је 2002. године. Продат је у милион примерака широм света. Синглови са овог албума, Sweet Baby, Bonita de Más, Inmortal, Amor de Engaño и -{Será Porque Te Quero}
Други албум Tiempo (време) изашао је 11. априла 2003. Продат је у двоструко више него први албум. Хитови са овог албума били су Tiempo, Será de Dios, Para Cosas Buenas, Que Estés, Te Soñé, Dije Adios, Vas A Salvarte. Група постаје све популарнија и популарнија. Музика са овог албума коришћена је за другу сезону серије Бунтовници, поготово баладе No Estés Seguro, Dije Adiós и Será De Dios, које су коришћене за љубавне сцене.
Те године, група креће на своју другу турнеју, названу Tour 2003.Шпанији и Израелу, плус турнеја само по Аргентини. У Аргентини, обишли су градове Ла Плата, Мар дел Плата и многе друге, а аргентинску турнеју завршили су у Буенос Ајресу, као и прошле године, у позоришту „Гранд Рекс“. Исте године, изашло је и DVD издање са снимком концерта у Израелу.
Серија „Бунтовници“ завршила се крајем 2003. године, али то не значи да је група стала са радом. Они су снимили трећи албум, Memoria (сећање). Сем насловне песме, велики хит је била и песма Que se Siente (шта се осећа). Нумере са овог албума искоришћене су за филм Еревеј: 4 пута.

### Бунтовници
Продуценткиња Крис Морена је 2002. године организовала кастинг за серију Бунтовници. Пријавило се много младих глумаца, али су Бордонаба, Лопилато, Рохас и Коломбо имали највише среће. Заиграли су главну четворку - Бордонаба Марицу, Лопилато Мију, Рохас Пабла, а Коломбо Мануела. Заједно са серијом, створена је и група Еревеј. У Србији, могли смо је гледати на каналу Б92, који ју је укинуо, надамо се привремено.

### Филм
Еревеј: 4 пута (4 Caminos) премијерно је приказан у јуну 2004. Филм је снимљен као опроштај чланова групе од Марице, Мије, Пабла и Мануела - улога који су их толико прославиле. Филм прати догађаје групе током турнеје.
Мануел, Марица, Миа и Пабло су завршили Elite Way School и разишли се свако на своју страну. Састају се зарад заједничке турнеје по целој земљи. На том путу, дешавају им се разне авантуре и догодовштине.
Иако су критичари филм описали као „типичан крај“ и нису много хвалили филм, код публике, он је био апсолутни хит. У Аргентини, премијера филма је била 1. јула 2004. године, а у Израелу неколико дана касније.

## Поново заједно
Бордонаба и Коломбо су 2006. посетили Шпанију, где су промовисали компилацију хитова групе, El Disco de Rebelde Way. Њихова посета Шпанији изазвала је живе полемике у јавности, јер је то можда значило да се група поново окупља.
Средином 2007. године, Бордонаба, Рохас и Коломбо су објавили да се окупљају да би снимили нови диск, као и да би одржали нову турнеју у Шпанији. У јулу 2007. су наступили на фестивалима Sunny Happy Day, где су извели своје песме Memoria, Sweet Baby и Será de Dios.
Са Лопилато су у свакодневном контакту. Она је рекла да она уопште није планирана на овој турнеји. „Ја уопште нисам планирана на овој турнеји. Продуцентска кућа групе је турнеју испланирала за троје чланова - Камилу, Бенхамина и Фелипеа. Мене нису укључили“, каже она.
Иако је нова турнеја најављена за септембар 2007, група је турнеју отказала, рекавши да жели да најпре заврши нови албум, Vuelvo, како би за турнеју имали новог материјала, као и да публици треба дати времена да се упозна са новим песмама. Ипак, круже гласине да је дошло до неслагања између троје чланова групе. Наводно, Коломбо се посвађао са Бордонабом и Рохасом, мада то вероватно није тачно. Крајем 2007. године, Рохас је дао експлузиван интервју, у коме је рекао да група и даље постоји: „Тачно је да смо пробили све рокове за издавање албума, али то је јер смо били заузети својим глумачким пројектима, а желимо најбољи могући албум. И даље радимо на њему, јер желимо само најбоље за наше обожаваоце“.

## Приватан живот
Пре „Бунтовника“, Лопилато и Коломбо су били у вези која је трајала пет година. Рекли су да су раскинули пред сам почетак снимања серије. „Када сам сазнала да глумимо љубавни пар, желела сам да одустанем од улоге. Родитељи су ми саветовали да то не чиним. Данас сам им много захвална на томе“, каже Лопилато о томе, додајући да Еревеј није напустила због Фелипеа. Ипак, 2003. године у аргентинској јавности појавио се снимак у коме се види како Лопилато и Коломбо воде љубав. Снимак је настао без њихове дозволе, у хотелу у Израелу. Лопилато је касније изјавила да су и даље били заједно, али да су рекли медијима да су раскинули јер је њихова веза само њихова ствар. Лопилато је за овај снимак добила одштету од три милиона долара за душевни бол, али тај снимак је дефинитивно ставио тачку на њихову везу.
Бордонаба и Рохас су се забављали за време серија "Мали Анђели" и "Бунтовници", а везу су прекинули када се серија завршила. Рохас је једном приликом рекао да је Бордонаба била његова прва љубав, прва девојка коју је пољубио. Данас је описује као великог пријатеља.
Коломбо има нову (за сада непознату) девојку, тако да трачеви да се сада забавља са Бордонабом падају у воду. „Камила и ја смо као брат и сестра, њој могу све да кажем“, каже он о Бордонаби. Једном приликом, њих двоје су изјавили: „Пробали смо да будемо заједно, али то није ишло, схватили смо да су односи међу нама братски“.
Рохас је био у вези са манекенком Маријом дел Сијеро.
Лопилато је донедавно била у вези са глумцем Маријаном Мартинезом, а после се забављала са тенисером Хуаном Монаком. Тренутно је у вези са Мајклом Бублеом.
За време снимања серије „Бунтовници“ и филма „Еревеј: 4 пута“, медији су ширили гласине да су Бордонаба и Лопилато у свађи. „То није истина. Камила и ја не бежимо једна од друге када се сретнемо. Нас две нисмо у свађи. То новинари само користе наш публицитет да би брже продали своје новине“, рекла је Лопилато о овоме.
Недавно је један таблоид написао да се љубав између Рохаса и Бордонабе „обновила“. У чланку се наводи да се „ових дана, због турнеје групе, јако често виђају и пуно су заједно, тако да су се поново зближили, а, као што сви знају, прва љубав заборава нема“. Ниједно од њих двоје није коментарисало ове трачеве.

## Дискографија

### Синглови
- ... 2004, са албума
- ... 2004, са албума
- ... 2004, са албума
- ... 2003, са албума
- ... 2003, са албума
- ... 2003, са албума
- ... 2003, са албума
- ... 2003, са албума
- ... 2003, са албума
- ... 2003, са албума
- ... 2002, са албума
- ... 2002, са албума
- ... 2002, са албума
- ... 2002, са албума
- ... 2002, са албума
- ... 2002, са албума
- ... 2002, са албума
- ... 2002, са албума
- ...2002, sa albuma

### CD издања
- ... 2007
- (2007)
- .. 2006
- ... 2004
- ... 2003
- ... 2002